# Herodes el Gran

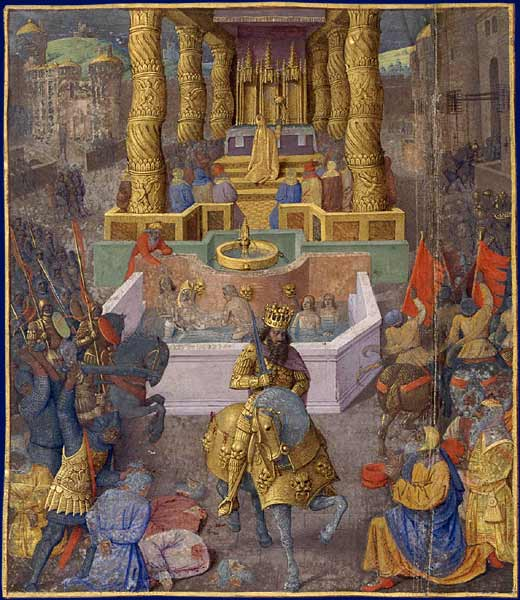
La presa de Jerusalem per Herodes el Gran, 36 A.C., per Jean Fouquet.

Herodes el Gran fou rei de Judea, Galilea, Samària, i Idumea des del 40 aC fins al 4 aC

## Primers anys
Va néixer a Ascaló (avui Ashquelon) el 73 aC. El seu pare fou l'idumeu Antípater o Antipas (governador de Judea el 47 aC nomenat per Roma per la seva fidelitat) i la mare Cipros (Cypros) era una princesa àrab de Petra. Encara que el pare no era hebreu, els idumeus havien estat sotmesos pel macabeu Joan Hircà el 125 aC i els havia estat imposada la religió jueva, i eren considerats assimilats, i formalment jueus.
El 47 aC el seu pare fou nomenat procurador de Judea quan Herodes tenia 15 anys, i va rebre del pare el govern de Galilea on va donar mostres d'energia, acabant amb una banda de lladres que assolava la regió. Els seus enemics el van denunciar al Sanedrí per haver matat a ciutadans jueus sense judici, i encara que primer es va mostrar desafiant, finalment va fugir amb Sext Cèsar, el governador romà de Síria que poc després el va nomenar governador de Celesíria.
Una vegada en aquest govern va reunir un exèrcit i va marxar a Jerusalem per expulsar a Hircà II, cap del partit oposat, però el seu pare Antípater l'idumeu i el seu germà Fasael el van dissuadir (46 aC)
Poc després Sext Cèsar va morir a mans de Cecili Bas. El general Tit Antisti, governador de Cilícia, va reunir un exèrcit amb el qual va atacar a Bas, i el va assetjar a Apamea. Herodes es va unir a Antisti, i tot i l'arribada de forces sota Estaci Murc la guerra es va perllongar fins després del 44 aC quan, mort Juli Cèsar, va arribar a Síria Cassi Longí (43 aC) i va establir una conciliació.
Herodes aviat es va guanyar el favor de Cassi, i fou confirmat com a governador de Celesíria al front d'una força important. El seu pare Antípater fou llavors enverinat per Màlic (al que havia salvat la vida dues vegades). Herodes va fingir creure les excuses de Màlic però a la primera ocasió que va tenir el va matar a prop de Tir.
A la sortida de Cassi de la província, els amics de Màlic van voler venjar la seva mort i van atacar a Herodes i Fasael, que era a Jerusalem, però aquests van triomfar i van expulsar els rebels encapçalats per Fèlix, i van derrotar també a Antígon de Judea el fill d'Aristòbul II, que havia envaït Judea amb un exèrcit, les pretensions al tron del qual tenien el suport de Marion, rei de Tir, i de Ptolemeu Menneus, príncep de Calcis; Herodes va obtenir el suport de Marc Antoni, que va arribar a Síria el 41 aC, al que va fer valuosos regals. El vell Hircà II va prometre a la seva filla Mariamne I al jove Herodes, i va traspassar la seva influència a aquest i a Fasael, i així Marc Antoni va nomenar als dos germans com a tetrarques de Judea (41 aC) successors del seu pare.

## Tetrarca
Però l'any següent (40 aC) els parts van envair Palestina amb un exèrcit que tenia el suport local degut a les exaccions dels governadors romans. Dirigia l'exèrcit Pacoros, fill del rei de Pàrtia, i el general romà dissident Labiè. Es van apoderar de tot Síria i fins i tot de part d'Àsia Menor, i Antígon els va demanar el seu ajut per ser establert al tron. Pacoros va enviar un exèrcit sota comandament de Bazafarnes cap a Jerusalem i Herodes i Fasael van haver de refugiar-se a la fortalesa de Baris; Fasael va intentar negociar i va caure presoner dels parts, però Herodes es va poder escapar amb la seva família i els seus tresors a la fortalesa de Masadà a la vora del mar Mort; allí va deixar una guarnició i se'n va anar a Petra per demanar l'ajut del rei Malic II (Malichus) del que esperava el suport; però el rei àrab va refusar rebre'l; amb un petit grup Herodes va anar a Pelúsion i d'allí a Alexandria d'on va embarcar cap a Roma.
A Roma fou rebut amb distinció per Marc Antoni i Octavi que s'acabaven de reconciliar; Marc Antoni planejava una campanya contra els parts i veia en Herodes un aliat, i va obtenir un decret del senat al seu favor, que el nomenava rei de Judea, descartant als prínceps asmoneus. Tenia llavors 40 anys.
Va sortir ràpidament de Roma i es va dirigir directament a Síria, desembarcant a Ptolemais, només tres mesos després d'haver sortit de Jerusalem. Va reunir un exèrcit amb el qual va ocupar part de Galilea, va fer aixecar el setge de Masadà, va conquerir la fortalesa de Ressa, i amb l'ajut del general romà Siló va assetjar Jerusalem.
Estava casat primerament amb Doris i el 38 aC, durant el setge, es va casar formalment amb la seva promesa Mariamne, filla de Hircà II de la casa dels macabeus o asmoneus.
La lluita va durar uns quants anys; els jueus de Jerusalem era fidels a Antígon que tenia la legitimat de la línia de reis asmoneus, i aquest va resistir. Quan el 37 aC Herodes va obtenir l'ajut de Sosi (Sosius) el lloctinent de Marc Antoni, amb l'exèrcit regular romà, va aconseguir per fi el seu objectiu però no sense una lluita dura amb moltes baixes. Herodes va haver de comprar als soldats romans la seva renúncia al dret de saqueig.
Aquesta lluita tan ferotge i llarga li va alienar qualsevol suport entre la població. Quan el seu poder va quedar consolidat va prendre mesures que encara el van fer més impopular: tots els membres del sanedrí menys dos foren executats i molts altres que se li havien oposat arreu del país van patir la mateixa sort; moltes vegades les execucions tenien per objecte apropiar-se de les riqueses dels morts amb les quals feia regals a Marc Antoni per assegurar-se el seu favor. Antígon havia estat executat per ordre d'Antoni (i consell d'Herodes) i el càrrec de gran sacerdot havia quedat vacant i Herodes va nomenar pel càrrec a un desconegut sacerdot de Babilònia de nom Ananel i això va ofendre a la seva sogre Alexandra, la mare de Mariamne I, que considerava que aquesta dignitat corresponia al seu fill Aristòbul (III) de 16 anys, com a descendent mascle dels asmoneus. Alexandra va demanar el suport de la reina d'Egipte, Cleòpatra, que al seu torn tenia influència amb Marc Antoni. Herodes va haver de deposar Ananel i donar el gran sacerdoci a Aristòbul III. La popularitat d'aquest va alarmar a Herodes que el va fer assassinar secretament (va morir ofegat en uns banys) de manera que va poder rebutjar qualsevol implicació.
Cleòpatra, amiga d'Alexandre, i que a més volia incorporar Judea al seu regne, va tractar d'influenciar Marc Antoni, però aquest es va limitar a cridar a Herodes a Laodicea per adonar de la seva conducta amb Aristòbul, però el va despatxar amb honors sense cap càstig.
Cleòpatra va visitar a Marc Antoni a l'Eufrates i a la seva tornada va passar per Judea i es va entrevistar amb Herodes que la va rebre amb la més alta distinció i sembla que va canviar els sentiments de la reina; finalment la va acompanyar fins a la frontera egípcia.
Quan va esclatar la guerra entre Antoni i Octavi (August) Herodes va preparar un exercit per ajudar al seu protector, però aquest li va ordenar dirigir l'exèrcit contra el rei àrab Malic, que no pagava el tribut establert a favor de Cleòpatra. Aquesta guerra va durar dos anys i així Herodes va evitar lluitar al costat de Marc Antoni.
El 31 aC la batalla d'Àccium va posar fi a la guerra, Herodes va quedar en situació delicada, car encara que no havia participat en la guerra era coneguda la seva vinculació amb Antoni. Per això Herodes va anar a trobar a August a l'illa de Rodes al que va convèncer de ser el seu amic i va lamentar els serveis que havia fet a Antoni. August el va confirmar com a rei de Judea i l'any 30 aC, en anar a Egipte, va ampliar el regne amb territoris entregats a Cleòpatra anteriorment, amb Gaza, Joppa, i altres ciutats, i amb Gàdara i Samària.
Consolidat en el poder Herodes va fer matar l'únic que li podria fer ombra, el vell Hircà II, amb l'acusació de què havia estat en correspondència amb el rei àrab Malic. Amb el favor d'August i el seu poder interior el seu domini no era ara discutit.
Herodes estava molt gelós de la seva dona Mariamne I i cada vegada que deixava el regne (com quan va anar a veure a Marc Antoni a Laodicea o a August a l'illa de Rodes) deixava ordenat que en cas que li passés alguna cosa, Mariamne havia de ser executada per no caure en mans dels seus enemics. Aquest fet fou conegut de Mariamne que va agafar odi al marit, ajudada per la seva mare Alexandra, mentre Cipros i Salomé I (mare i germana d'Herodes) encara l'excitaven més a la gelosia. Herodes va portar Mariamne a judici per adulteri i fou condemnada i va permetre la seva execució. Després va entrar en xoc i va començar a fer matar suposats enemics; va fer matar Alexandra i per instigació de Salomé va fer matar el marit d'aquesta, Costobaros, junt amb altres amics i consellers.
Herodes va continuar sent amic d'August i del seu conseller Agripa. L'any 25 fou escollit per assistir a Eli Gal en la seva expedició a Aràbia. El 20 August va visitar Judea i va refusar escultar les queixes dels enemics d'Herodes, i encara va incrementar els seus dominis amb el districte de Paneas (ja abans li havia donat la Traconítida i la Iturea). A Paneas va construir un magnifica temple de marbre blanc dedicat a August.
El 17 aC va rebre a Agripa Jerusalem amb els més alts honors i a la primavera següent li va enviar una flota per ajudar-lo en la seva expedició pel Bòsfor cap a l'interior del Pont Euxí.
Va reconstruir Samària, destruïda per Joan Hircà i li va donar el nom de Sebaste; una petita ciutat a la costa, la Torre d'Estrató, va ser reconvertida en una magnífica ciutat amb port artificial amb el nom de Cesarea, i la va adornar amb teatres, gimnàs, i altres edificis d'estil grec, i fins i tot va construir un teatre a Jerusalem on es van fer combats de gladiadors segons el costum romà. Tot això va molestar als jueus i deu notable van planejar el seu assassinat al teatre; el complot fou descobert i avortat.
Herodes va augmentar llavors el nombre d'agents secrets i va construir diverses fortaleses a l'entorn de Jerusalem per prevenir disturbis, entre els la fortalesa Antònia al costat del temple, i la fortalesa Hircània, que va esdevenir presó on foren tancat tots els sospitosos.
Per guanyar suport popular va fer actes de liberalitat. En ocasió d'una fam que va afectar Judea i altres països (any 25), va vendre riqueses i va obrir el seu tresor per comprar gra a Egipte i va alimentar a la massa del poble a la seva costa i fins i tot va proveir a les províncies veïnes. Va baixar també els impostos.
Finalment va decidir reconstruir el temple de Jerusalem per usar-lo com a fortalesa (any 22). Les obres dels patis i interior van durar més de nou anys i el conjunt no fou acabat fins després de la seva mort. Va adornar també amb grans edificis les ciutats de Trípoli, Damasc, Beirut i d'altres tot i que no formaven part del seu regne.
En el seu viatge a Grècia per unir-se a Agripa va donar quantitats de diners a Mitilene i Quios per reparacions d'edificis públics. El 18 aC va passar per Grècia en camí cap a Roma i va presidir els jocs olímpics als que va dotar amb na quantitat de diners i fou honorat com a president perpetu.
Durant els seus anys de govern després de ser confirmat per August no va tenir cap conflicte seriós. Els bandits de la Traconítida van haver de ser combatuts i algun cap àrab que els donava suport, i alguns saquejos per part de tribus àrabs.

## Família
Els seus conflictes familiars són relatats amb detall per Flavi Josep. En el seu viatge a Roma el 18 aC va visitar a August i a la tornada a Judea aviat van començar els conflictes amb els seus fills Alexandre i Aristòbul que havien agafat gran popularitat. Alexandre es va casar amb la filla del rei Arquelau de Capadòcia, i Aristòbul amb Berenice, filla de Salomé I (germana d'Herodes). Aquest favor concedit als dos prínceps no fou ben vist pels seus germans, Ferores i Salomé, que van començar a conspirar contra els dos prínceps.
Herodes va cridar a la cort al seu altre fill Antípater de la seva primer dona Doris i finalment l'11 aC va portar als dos prínceps davant August a Aquileia i els va acusar davant l'emperador de conspirar contra la vida del rei de Judea; el càrrec era poc consistent i August va imposar la reconciliació temporalment.
Però tres anys després Herodes va creure que Alexandre havia format una conspiració i el va condemnar a mort; sota tortura Alexandre va acusar Salomé i Ferores i tota la cort va quedar confusa, fins que Arquelau de Capadòcia va aconseguir una nova reconciliació.
Un tercer intent dirigit suposadament per Antípater va tenir més èxit; l'esparta Eurícles que era a la cort jueva, va acusar Alexandre i Aristòbul, i Herodes, amb el consentiment d'August, va fer jutjar als seus dos fills a Beirut on foren condemnat i poc després executats a Sebaste (6 aC). Això va comportar dissensions familiars greus, especialment amb el seu germà Ferores al que va expulsar cap a la seva tetrarquia de Perea on va morir poc després i la seva vídua fou acusada d'haver-lo enverinat i les investigacions van descobrir una conspiració de Ferores i Antípater contra Herodes; quan Antípater, que era a Roma, va retornar sense saber res, fou detingut i portat a judici davant Quintili Var, governador de Síria, i condemnat a mort, si bé l'execució fou posposada fins a obtenir el consentiment d'August.
Herodes es va posar malalt de l'estómac. En aquesta situació una àliga daurada fou posada a la porta del temple i els jueus es van revoltar contra aquest emblema idolatra. El tumult fou reprimit i els caps executats. Al seu llit de mort hauria ordenat encara, segons la tradició cristiana, la matança dels nens nascuts a Betlem, perquè una profecia deia que allí naixeria el messies. Finalment va arribar el permís per l'execució d'Antípater i Herodes la va ordenar cinc dies abans de morir, amb uns 70 anys a Jerusalem el 12 o 13 de març de l'any 4. (generalment la seva mort és fixa el 4 aC però la data és discutida).
El seu fill Arquelau, designat successor, li va fer un esplèndid funeral i fou enterrat a l'Herodium, un palau fortificat construït pel mateix Herodes prop de Jericó on ha estat descobert recentment.
Les fonts del seu regnat són Flavi Josep i l'apologista Nicolau de Damasc, i algunes notícies disperses d'historiadors grecs i romans, especialment Estrabó.
Es va casar amb vuit dones més: dues nebodes de noms desconeguts, Mariamne II (filla del gran sacerdot Simó), la samaritana Malthace, la jerosolimitana Cleòpatra, una dona de nom Pal·les (Pallas), Fedra (que era la mare d'una dona anomenada Roxana), i Elpis (mare d'una dona de nom Salomé)
La llegenda de la matança de nens per por d'un suposat messies, llegenda que es troba en altres cultures, és probablement una invenció posterior i es creu que no va passar realment.
Els seus fills foren:
- Amb Doris, Antípater
- Amb Mariamne I, Aristòbul, Alexandre i Salampsi (i una filla, Cipros)
- Amb Mariamne II, Herodes Filip I
- Amb Malthace, Arquelau i Herodes Antipas (i una filla de nom Olímpies)
- Amb Cleòpatra, Filip el Tetrarca
- Amb Pal·les, Fasael
- Amb Roxana, Fedra
- I amb Elpis, Salomé II
- Herodes Boet fou fill de Mariamne II o de Cleòpatra de Jerusalem

Va designar hereu al seu fill Arquelau amb llegats a dos fills més, i Octavi August va repartir el regne entre aquests tres fills:
- A Arquelau el va fer etnarca de Judea, Samaria i Idumea.
- A Herodes Antipas el va fer Tetrarca de Galilea i Perea.
- A Filip el Tetrarca o simplement Filip, el va fer Tetrarca de Bashan (Batanea), Gaulanítida, Traconítida i Auranítida.

## Biografia
Ptolemeu de Mendes va escriure al segle i una biografia d'Herodes esmentada per Ammoni el monjo.